# Cyrtocrinida
Ordre
Les Cyrtocrinida sont un ordre de Crinoïdes (Échinodermes).

## Description et caractéristiques

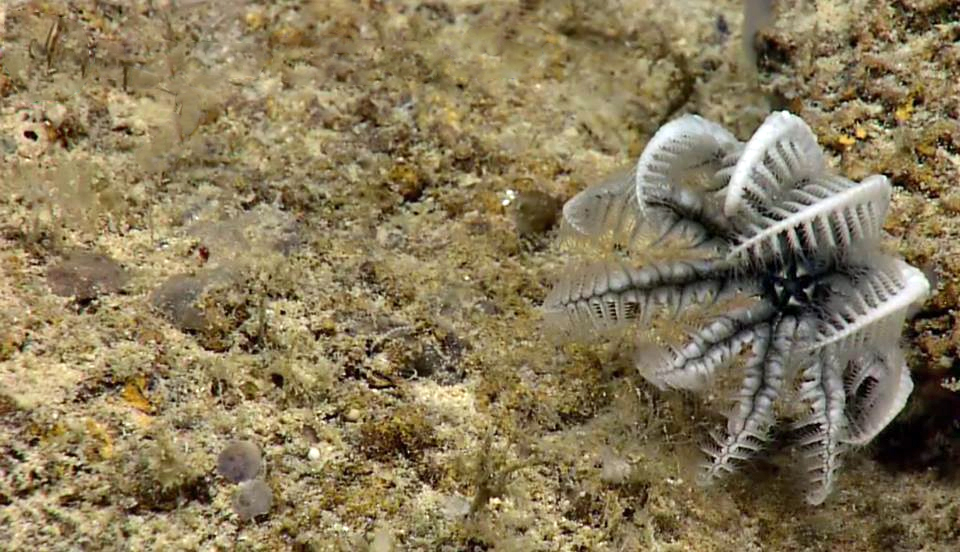
Holopus sp. photographiée à plusieurs milliers de mètres de profondeur au large de Porto Rico.

Ce sont des crinoïdes pourvus d'une tige. Le calice peut être allongé et former une colonne. La tige est courte, et les plaques colonnaires, quand elles sont présentes, sont cylindriques, sans nœuds ni cirrhes, avec des articulations symplectiales faiblement mobiles. Les bras sont divisés à hauteur du premier ou second primibrachial, sans autre ramification excepté chez les Neogymnocrinus. Les secundibrachials ont des articulations musculeuses. L'attachement au substrat se fait par un disque.

## Nourriture et mode de vie
Sur sa face orale, les pinnules sont, comme les branches des étoiles de mer, frangées de minuscules tubes, les podia. Ils sécrètent une sorte de glu où se collent des larves de crustacés et des débris d'organismes. Les particules glissent ensuite comme sur des rails, le long de gouttières bordées de cils qui parcourent les bras jusqu'à la bouche ouverte au centre du calice.

## Liste des sous-ordres, familles et genres
Selon World Register of Marine Species (23 novembre 2013) : 
- Sous-ordre Cyrtocrinina Sieverts-Doreck, 1952 (in Moore, Lalicker & Fischer, 1952)
  - famille Sclerocrinidae Jaekel, 1918
    - genre Neogymnocrinus Hess, 2006
    - genre Pilocrinus Jaekel, 1907 †
- Sous-ordre Holopodina Arendt, 1974
  - famille Eudesicrinidae Bather, 1899
    - genre Proeudesicrinus Améziane-Cominardi & Bourseau, 1990

  - famille Holopodidae Zittel, 1879
    - genre Cyathidium Steenstrup, 1847
    - genre Holopus Orbigny, 1837